# Saint-Souplet
Saint-Souplet település Franciaországban, Nord megyében. Lakosainak száma 1197 fő (2022. január 1.). Saint-Souplet Molain, Saint-Martin-Rivière, Busigny, Le Cateau-Cambrésis, Honnechy és Saint-Benin községekkel határos.

## Népesség
A település népessége az elmúlt években az alábbi módon változott:
| Lakosok száma | 1275 | 1240 | 1250 | 1230 | 1228 | 1216 | 1203 | 1203 | 1197 |
|               | 2013 | 2015 | 2016 | 2017 | 2018 | 2019 | 2020 | 2021 | 2022 |